# 滨湖路站
滨湖路站是南宁轨道交通3号线的地铁车站，位于中华人民共和国广西壮族自治区南宁市青秀区长湖路与滨湖路交叉口，于2019年6月6日开通。

## 车站结构

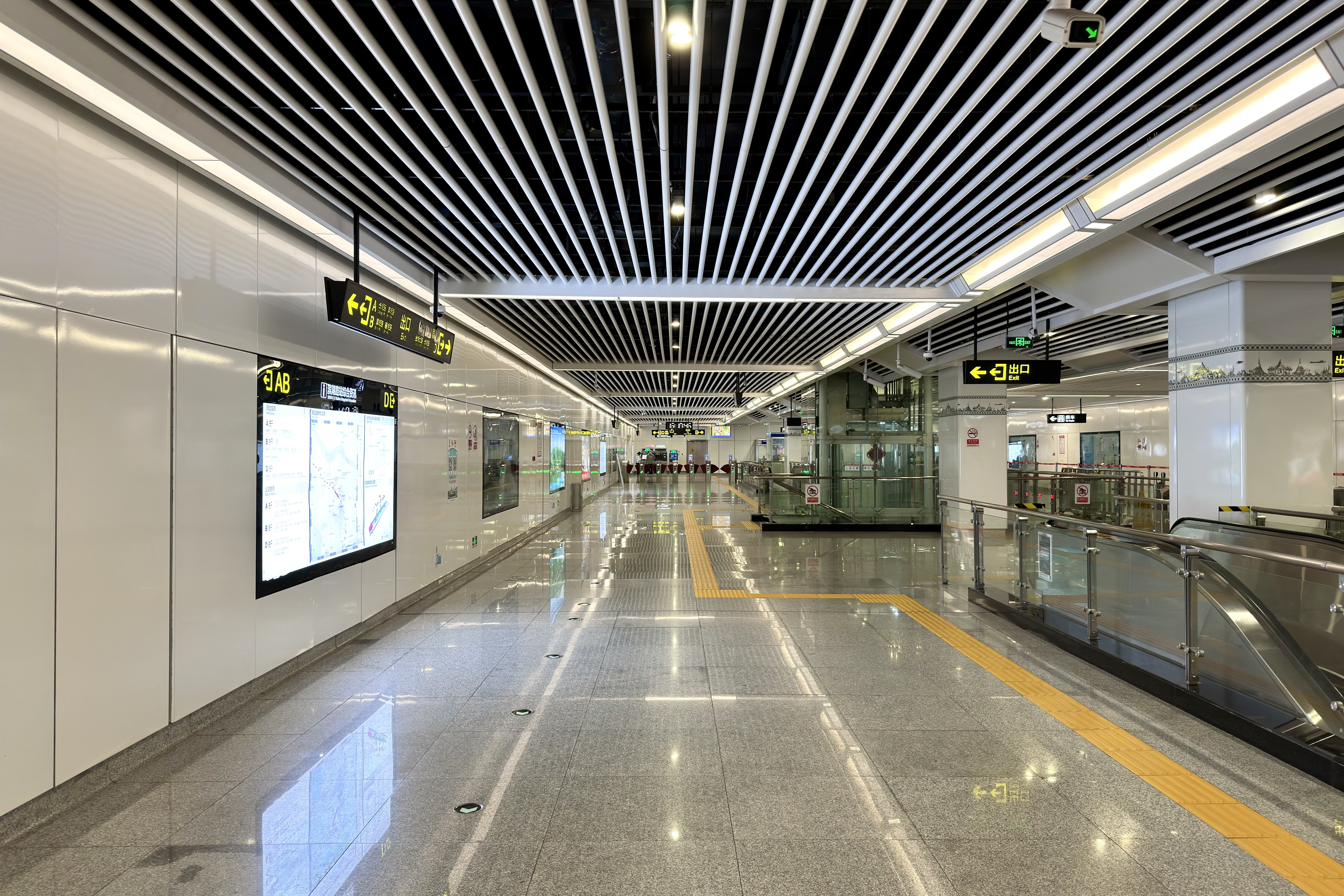
站厅

滨湖路站位于长湖路与滨湖路交叉口，沿长湖路设置，呈东西走向，为地下两层岛式站台车站，车站长198.8米，车站地下一层为站厅层，地下二层为站台层，站台设置全高站台门。
| 地面              | 出入口 | A、B、C、D出入口                                                                                                |
| 地下一层          | 站厅   | 客服中心、自动售票机、验票机                                                                                    |
| 地下二层          | 站台   | \| \| \| █ 3号线往科园大道（东葛路） \| \| 島式 · 開左邊车门 \| \| \| \| \| \| █ 3号线往平良立交（金湖广场） \| |
|                   |        | █ 3号线往科园大道（东葛路）                                                                                     |
| 島式 · 開左邊车门 |        | |
|                   |        | █ 3号线往平良立交（金湖广场）                                                                                   |

## 出入口
滨湖路站共有4个出入口，其中C出入口仅开放无障碍电梯，各出口及周围设施如下所示：
| 编号                | 出入口信息                                                       | 照片   | 无障碍设施 |
| ------------------- | ---------------------------------------------------------------- | ------ | ---------- |
| A · 出口            | 长湖路，滨湖路，广西自治区党委统战部                             |        | 不適用     |
| B · 出口            | 碧湖路，滨湖路，长湖路，茶花园路，南湖公园，南宁市卫生健康委员会 |        | 不適用     |
| C · 出口 · （设有） | 长湖路，滨湖路                                                   | 不適用 |            |
| D · 出口            | 长湖路，金湖北路，滨湖路，南宁市第五十四中学，琅东小学           |        | 不適用     |
| 图例： 设有         |                                                                  |        |            |

## 接驳交通

### 公交车
- 滨湖长湖路口：76路，608路，B11路，B17路
- 长湖滨湖路口：1路，12路，16路，705路，地铁快巴12路
- 南湖公务员小区：12路，16路，76路，608路，B11路，B128路，B17路，K6路，地铁快巴12路

## 车站历史
本站工程名与正式站名均为滨湖路站，以车站横跨的滨湖路命名。
- 2017年3月31日，车站主体结构封顶[3]。
- 2019年6月6日，车站随3号线一期通车开通[2]。